# NGC 6072
NGC 6072 هي مجرة تتبع كوكبة العقرب. اكتشفها جون هيرشل في 7 يونيو 1837.

## روابط خارجية
- NGC 6072 على موقع ويكي سكاي: DSS2, SDSS, GALEX, IRAS, Hydrogen α, X-Ray, Astrophoto, Sky Map, Articles and images